# Landesstraßen in Thüringen

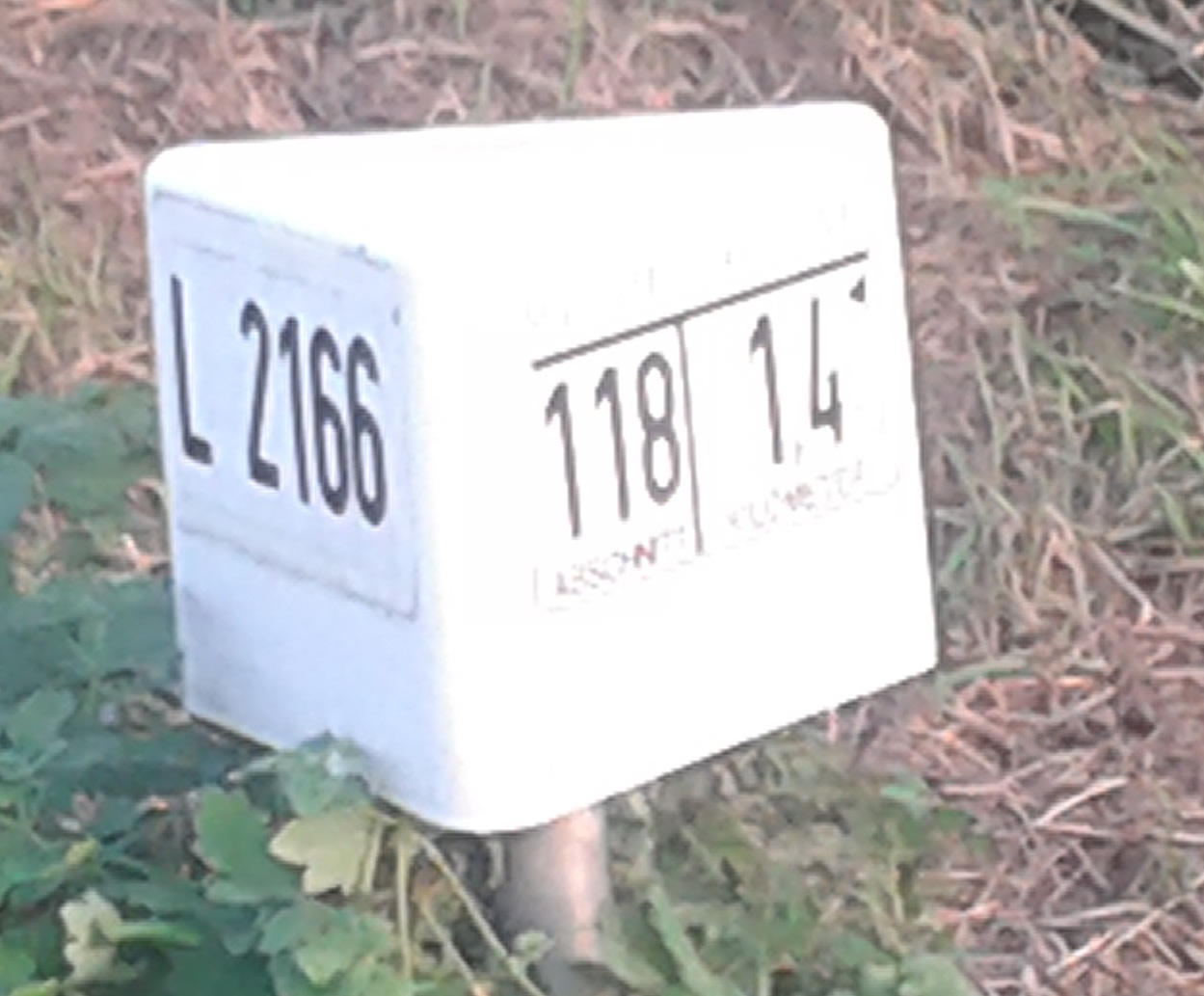
Stationszeichen einer Landesstraße in Thüringen, hier die L 2166 bei Wartha

Die Landesstraßen in Thüringen gingen aus den ehemaligen Bezirksstraßen der Deutschen Demokratischen Republik hervor. Diese Bezirksstraßen wurden als Landstraßen – nicht Landesstraßen – bezeichnet und in Landstraßen I. und II. Ordnung gegliedert. Als offizielle Abkürzung waren LIO und LIIO in Gebrauch.
Diese bisherigen Bezirksstraßen wurden in Thüringen gem. § 52, Abs. 1 des Thüringer Straßengesetzes vom 3. Mai 1993 in Landesstraßen umbezeichnet. Dabei wurde zunächst die alte Einteilung beibehalten, mit der Maßgabe, dass aus den Landstraßen I. Ordnung die Landesstraßen ab der L 1000 und aus den Landstraßen II. Ordnung die Landesstraßen ab der L 2000 wurden. Dabei blieben die Ziffern der Landstraßen aus dem Bezirk Erfurt hinter der führenden 1 bzw. 2 nach dem möglichen Einschub fehlender Nullen gleich. So wurden beispielsweise aus der LIO 27 die L 1027 des Landes Thüringen und aus der LIIO 27 des Bezirks Erfurt die L 2027. Bei den Landesstraßen II. Ordnung wurde im Bezirk Gera die Nummer um 300, im Bezirk Suhl um 600 erhöht. So wurden beispielsweise aus der LIIO 27 des Bezirks Gera die Landesstraße L 2327 und aus der LIIO 27 des Bezirks Suhl die Landesstraße L 2627.
Zudem gibt es weitere Landesstraßen, deren Nummer mit der Ziffer 3 beginnt. Hierbei handelt es sich zumeist um Landesstraßen, die in Thüringen nach der Bildung des Landes neu entstanden sind. Es sind in erster Linie ehemalige Bundesstraßen, die – vor allem nach der Fertigstellung von Autobahnen – zu Landesstraßen herabgestuft wurden. Bei diesen Straßen wird in der Landesstraßennummer die ehemalige Bundesstraßennummer aufgeführt. Um die Vierstelligkeit zu erhalten, werden fehlende Stellen mit einer 0 aufgefüllt. So wurde beispielsweise aus der ehemaligen Bundesstraße  die neue Landesstraße L 3080.
Nach 1993 wurde ein großer Teil der thüringischen Landesstraßen abgestuft, weil ihre Verkehrsbedeutung oder ihr Ausbauzustand nicht mehr der Klassifizierung entsprachen. So waren teilweise für den öffentlichen Verkehr gesperrte Straßen als Landesstraße I. Ordnung eingestuft. Diese abgestuften Landesstraßen sind in der (unvollständigen) Liste ehemaliger Landesstraßen in Thüringen zu finden.
Die Bundesautobahnen und Bundesstraßen werden gestalterisch hervorgehoben.

## Liste

### Landesstraßen ab der L 3000
Der Straßenverlauf wird in der Regel von Nord nach Süd und von West nach Ost angegeben.
| Nr.    | Verlauf |
| ------ | --- |
| L 3002 | L 1070 in Gera – L 1076 – Dürrenebersdorf – Weißig – Chausseehaus – Kleinbocka – / – … – / – Braunsdorf – Auma – L 1087 – L 2331 – Krölpa – Chausseehaus – Tegau – L 2349 – L 1077 – Oettersdorf – Schleiz – L 1103 – – … – / in Heinrichsruh – Zollgrün – L 1090 – L 2356 – / in Gefell |
| L 3004 | L 1049 – Waltersleben – Eischleben – Ichtershausen – L 1044 – Rudisleben – L 1044n – Arnstadt – L 1045 – L 1048 – Siegelbach – Dosdorf – Plaue – L 2149 – Neusiß – Martinroda – Ilmenau – L 3087 – L 1140 – Manebach – Meyersgrund – Stützerbach – L 2632 – L 1141 – Schmiedefeld am Rennsteig – L 1140 – Schleusingerneundorf – Hinternah – L 2638 – – L 3247 – Ratscher – L 1142 – L 1625 – Wiedersbach – Schwarzbach – Brattendorf – Brünn/Thüringen – L 1136 – /281s |
| L 3007 | in Wutha – Schönau – Kälberfeld – Sättelstädt – L 2120 – Mechterstädt – Teutleben – L 1029 – Aspach – Trügleben – Gotha – L 1030 – / – … – / – Eisenberg – L 1071 – L 1073 – Kursdorf – Rauda – Hartmannsdorf – L 1374 – Caaschwitz – Bad Köstritz – L 1075 – Langenberg – in Gera |
| L 3019 | L 1124/L 3089 in Meiningen – Sülzfeld – L 2625 – Henneberg – Landesgrenze – (St 2445 in Bayern) |
| L 3020 | in Förtha – Epichnellen – Wolfsburg-Unkeroda – L 2115 – in Wilhelmsthal |
| L 3029 | L 2668 in Wolfmannshausen – Mendhausen – Landesgrenze – (NES 41 im Landkreis Rhön-Grabfeld, Bayern) |
| L 3051 | L 3087 in Ilmenau – L 1140 |
| L 3080 | – L 2005 – L 1074 in Uder – … – L 1005 in Heilbad Heiligenstadt – Weimarskamp – Beuren – L 1014 in Leinefelde – … – L 1012 in Worbis – Kirchworbis – Breitenworbis – L 1014 – Bernterode Schachtsiedlung – Wülfingerode – L 2054 – Sollstedt – L 2049 – Obergebra – L 1035 – Niedergebra – L 1011 – L 1016 – Elende – Pustleben – L 1034 – Schern – L 2070 – Werther – L 1036 – – Nordhausen – – L 1038 – Bielen – Görsbach – Landesgrenze – (L 151 in Sachsen-Anhalt)   |
| L 3086 | (L 230 in Sachsen-Anhalt) – Landesgrenze – Artern – L 1172 – Reinsdorf – L 1215 (– Abzweig zur ) – Heldrungen – Bahnhof Heldrungen – L 2287 – Hermann-Güntherodt-Siedlung – |
| L 3087 | L 3004 in Ilmenau – L 3051 – – Bücheloh – L 1047 – Griesheim – Stadtilm – Großhettstedt – L 1050 in Dienstedt – Barchfeld – L 1052 in Kranichfeld – Tannroda – München – in Bad Berka |
| L 3089 | L 1124/L 3019 in Meiningen – Untermaßfeld – L 2627 – L 1131 – / |
| L 3095 | (S 51 in Sachsen) – Landesgrenze – Kieswerk Schömbach – Landesgrenze – (S 51 in Sachsen) |
| L 3140 | L 1140 in Suhl – |
| L 3176 | in Merxleben – Klettstedt – Bad Tennstedt – L 1027 – Ballhausen – Schwerstedt – L 2165 – in Straußfurt |
| L 3243 | – Flarichsmühle – |
| L 3247 | in Ohrdruf – Luisenthal – Schwarzwald – L 1046 – Wegscheide – Oberhof – L 1128 – L 2273 – L 1129 – – Zella-Mehlis – Suhl – L 1140 – – Hirschbach – L 2634 – Erlau bei Schleusingen – St. Kilian – Schleusingen – /L 3004 |